# 多田将
多田 将（ただ しょう、1970年 - ）は、日本の物理学者。大阪府生まれ。大学共同利用法人 高エネルギー加速器研究機構・素粒子原子核研究所、准教授。

## 学歴
- 1989年：大阪教育大学附属高等学校池田校舎卒業[2]
- 1993年：京都大学理学部卒業
- 1995年：京都大学大学院理学研究科修士課程修了
- 1998年：京都大学より博士（理学）の学位を授与される

## 職歴
- 京都大学化学研究所非常勤講師

## 人物
博士（理学）（京都大学）。専門は実験物理学。東京カルチャーカルチャーで定期的に講演をしている。
愛称はShoさま。特徴は長髪の金髪。
仕事中はベージュ色のつなぎを着用しているが、普段着はシャツを開襟で着用しブーツを合わせている事が多い。
准教授、理学博士などはあくまでも副業であり、本職はアイドルの応援、と言っていた時期があった。
ロシア戦略ロケット軍・ロシア海軍と鎌倉散策が好き。
甘い物は好まず、お肉が好き。
母の日に忙しいスケジュールの中カーネーションの花を渡すためだけに帰省したことがある。

## 実績
- ニュートリノビームラインの設計[5]。

## 出演

### テレビ
- そこまで言って委員会NP（読売テレビ、2022年12月11日）- テーマ「今こそ“核”について考える」のゲスト

## 著書
- 『すごい実験』（イースト・プレス、2011年）ISBN 4781606245
- 『すごい宇宙講義』（イースト・プレス、2013年）ISBN 4781609910
- 『宇宙の始まり』（イースト新書Q、2015年）ISBN 4781680038
- 『ミリタリーテクノロジーの物理学 <核兵器>』（イースト新書Q、2015年）ISBN 4781680054
- 『ニュートリノ』（イースト新書Q、2016年）ISBN 478168016X
- 『放射線について考えよう。』（明幸堂、2018年）ISBN 4991034809
- 『核兵器』（明幸堂、2019年）ISBN 4991034817
- 『弾道弾』（明幸堂、2020年）ISBN 4991034833